# Riga Crypto și lapona Enigel
Riga Crypto și Lapona Enigel este o poezie modernă, parte din ciclul Uvedenrode, scrisă de Ion Barbu și publicată inițial în 1924, fiind apoi integrată în 1930 în antologia Joc secund.

## Compoziție
Poezia este alcătuită din două părți, fiecare dintre ele prezentând o nuntă. Una este împlinită, constituind cadrul celeilalte nunți, care nu se va împlini între Riga și Lapona, în final modificându-se protagoniștii, Riga Crypto căsătorindu-se cu măselarița. 
Prin modul cum este scrisă, răstoarnă conceptul tradițional, realizându-se în viziune modernă, ca un ansamblu de poem de cunoaștere și poem alegoric.
Poemul pare un cântec bătrânesc de nuntă, dar este o poveste de iubire din lumea vegetală, o baladă fantastică, în care întâlnirea are loc în plan oniric.
Scenariul epic este dublat de caracterul dramatic și de lirismul de măști, personajele având o semnificație simbolică.
Formula compozițională este cea a povestirii în ramă. Primele patru strofe constituie prologul, fiind rama viitoarei povești. Menestrelul e invitat să cânte la spartul nunții, despre nunta ratată dintre doi parteneri inegali reprezentând lumi diferite. Portretul menestrelului este realizat prin epitetele "mult îndărătnic", "trist" și prin comparația "mai aburit ca vinul vechi". Partea a doua reprezintă nunta povestită și cuprinde mai multe secvențe poetice. Subiectul baladei ar putea fi prezentat pe momentele subiectului, dintre care însă nu sunt bine prefigurate decât primele două. În expozițiune sunt prezentate prin intermediul antitezei, portretele celor doi protagoniști. Intriga este reprezentată de întâlnirea dintre Crypto și Enigel, în lumea visului. Desfășurarea acțiunii conține propunerile regelui ciupercă și refuzurile laponei. Punctul culminant ar putea fi reprezentat de destinul regelui ajuns în bătaia soarelui și deznodământul, nunta Rigăi cu măselarița.
Crypto înseamnă cel tăinuit (sau inimă ascunsă) și reprezintă apartenența la neamul ciupercilor și postura de rege al făpturilor inferioare din regnul vegetal. Lapona sugerează originea de la pol a eroinei, iar Enigel poate veni din latinescul Angelus. Ea reprezintă specia umană, cea mai evoluată formă a regnului. Între cei doi există pe lângă incompatibilitate și o asemănare și anume statutul superior în interiorul propriei lumi.
Riga Crypto trăiește într-un spațiu caracterizat prin umezeala permanentă, un spațiu impur, în care sunt amestecate elementele primordiale, apă și pământ. Lapona vine din ținuturi înghețate și aspiră la soare și lumină.
Riga e bârfit și ocărât de supuși pentru că este nărăvaș și nu voia să înflorească. Lapona în schimb recunoaște că este o ființă polară. Întâlnirea are loc în spațiul oniric și Riga rostește un descântec de trei ori. Deși o îmbie cu dulceață și cu fragi sugerând chiar sacrificiul de sine, lapona îl refuză, amintind mai multe motive: tentația solară, enumerarea atributelor lui Crypto (blând, plăpând).
Antiteza soare-umbră evidențiază relația fiecăruia cu universul. Soarele este simbolul existenței spirituale pe care Riga o refuză în favoarea existenței instinctuale, vegetale.
Descântecul rigăi se întoarce împotriva lui și îl distruge. E distrus de propriul său  vis pentru că a încercat să intre într-o lume inaccesibilă lui. Se transformă într-o ciupercă otrăvitoare, căsătorindu-se cu măselarița.

## Figuri de stil și limbaj alegoric
- Epitete: "vinul vechi", "Crypto sterp și nărăvaș".
- Enumerații: "pungi, panglici, beteli cu fundă".
- Inversiuni: "mult îndărătnic", "zice-l-aș".
- Repetiții: "Enigel, Enigel" , ”Rigă Crypto, Rigă Crypto”
- Antiteze: "soare-umbră", "întuneric-lumină", "uscat-umed".
- Metafore: "fiară bătrână", "gândul pahar cu otravă", "sufletu-i fântână-n piept", "greu taler scump cu margini verzi".
- Simboluri: Crypto reprezintă vegetalul, întunericul, cunoașterea senzorială, spațiul somnului. El este principiul masculin pasiv, căruia i se opune principiul feminin activ reprezentat de laponă.